# Manuel Sánchez Ayuso
Manuel Sánchez Ayuso (* 18. August 1941 in Murcia; † 8. November 1982 in Valencia) war ein spanischer Ökonom und Politiker der Partido Socialista Popular (PSP) und der Partido Socialista Obrero Español (PSOE).

## Leben
Sánchez Ayuso studierte Rechtswissenschaften an der Universität Valencia und erhielt ein Doktorat für Ökonomie an der Autonomen Universität Madrid.

### Lehrtätigkeit
1970 wurde er auf den Lehrstuhl für Politische Ökonomie der Universidad de Deusto berufen. 1972 erfolgte der Ruf an die Universität Valencia. Nebenbei war er für die Bank von Spanien und als externer Mitarbeiter der Organisation für wirtschaftliche Zusammenarbeit und Entwicklung tätig.

### Politische Laufbahn
1977 trat er als Spitzenkandidat der PSP im Stimmbezirk Provinz Valencia bei den ersten demokratischen Parlamentswahlen Spaniens seit dem Tod Francisco Francos als Kandidat für den Congreso de los Diputados an und zog als Abgeordneter in den Kongress ein. Von April 1978 bis Juni 1979 war er Minister für Gesundheit und Soziale Sicherheit im Regionalparlament der Valencianischen Gemeinschaft. Innerhalb der PSOE gal er als Vertreter der sozialistischen Linksflügels.
Nach dem Zusammenschluss der PSP mit der PSOE 1978 erhielt er im Rahmen der spanischen Parlamentswahlen 1979 einen Sitz im Parlament der Provinz Valencia. In the PSOE, he was regarded as the head of a sub-sector known as the Socialist Left.
Bei den Parlamentswahlen 1982 kandidierte er als dritter Listenkandidat der PSOE, aber er verstarb wenige Tage zuvor aufgrund eines Herzversagens.

## Ehrungen
Nach ihm ist ein Instituto de Educación Secundaria (IES) in Valencia benannt.